# Coccophagoides regulus
Coccophagoides regulus är en stekelart som beskrevs av Girault 1915. Coccophagoides regulus ingår i släktet Coccophagoides och familjen växtlussteklar. Inga underarter finns listade i Catalogue of Life.